# Das rote Zimmer (1977)
Das rote Zimmer  (La stanza del vescovo) ist ein italienischer Spielfilm, der von Dino Risi 1977 inszeniert wurde. Vorlage bildete der gleichnamige Roman von Piero Chiara.

## Handlung
1946, unmittelbar nach dem Zweiten Weltkrieg: Der junge Marco Maffei hat den Krieg in der neutralen Schweiz verbracht, um dem Wehrdienst zu entgehen. Er ist zu etwas Geld gekommen, lebt ziellos auf einem Boot auf dem Lago Maggiore und genießt das Leben, bevor er sich Ziele setzen will. Eines Tages lernt er den aufdringlichen und exzentrischen Mario Orimbelli, Veteran des Abessinienkrieges, kennen. Dieser lädt ihn in seine Villa am See ein. Er führt dort eine unglückliche Ehe mit der reichen, verhärmten und verbitterten Cleofe. Ebenfalls in der Villa lebt Matilde, die schöne 26-jährige Schwägerin Orimbellis. Sie ist kurz davor zur Witwe erklärt zu werden, da ihr Mann – Cleofes Bruder – im Abessinienkrieg vermutlich gefallen ist. Bereits beim Abendessen merkt Maffei, wie zerrüttet die Ehe ist. Er hat aber nur Augen für Matilde. Orimbelli quartiert ihn in seinem Gästezimmer ein, ein aufwendig eingerichtetes rotes Zimmer – die sogenannte Stanza del vescovo –, in dem ein Vorfahre Cleofes, ein Bischof, gelebt hatte, bevor er im See ertrank.
Die nächste Zeit verbringen die beiden Männer, zwischen denen sich eine kumpelhafte Beziehung entwickelt, auf dem See und in Hotels, wo sie sich mit Freundinnen von Maffei vergnügen. Der sexbesessene Orimbelli bringt sie immer wieder in Schwierigkeiten, trotzdem hält Maffei zu ihm. Als Matilde erfährt, dass ihr Mann für tot erklärt worden ist, legt sie die Trauerkleidung ab und will beginnen zu leben. Mit Maffei plant sie eine Bootstour. Abends erklärt Orimbelli Maffei unter vier Augen, dass er und Matilde heimlich ein Paar sind und er auf dem Ausflug mitkommen wolle, damit sich beide ungestört lieben können. Maffei ist enttäuscht, da er selbst in Matilde verliebt ist, schluckt seinen Ärger jedoch herunter und ist einverstanden.
Orimbelli, Maffei und Matilde fahren mit dem Boot für einige Tage weg, und Maffei nimmt auch seine Freundin Landina mit. Während der Kurzreise verbringen Orimbelli und Matilde eine Nacht im Hotel. Am nächsten Morgen erfahren sie, dass Cleofe in der Nacht ertrunken ist. Obwohl einige Indizien für einen Mord durch Orimbelli sprechen, decken Matilde und Maffei ihn. Der Ermittler erklärt den Tod zum Selbstmord und Orimbelli erbt alles. Er heiratet Matilde.
Maffei bleibt der Villa drei Monate fern und fängt dann wieder an, das Ehepaar zu besuchen. Beide leben mittlerweile in einer Ehehölle. Getrennt voneinander klagen sie Maffei ihr Leid. Außerdem taucht Cleofes Bruder auf. Die Ehe mit Matilde war schon vor der Eheschließung mit Orimbelli als nichtig erklärt worden. Maffei und Matilde beschließen, Orimbelli doch bei der Polizei anzuschwärzen, sie ergänzen ihre Aussagen und Maffei ermittelt einen Zeugen, der Orimbelli schwer belastet. In die Ecke gedrängt, bittet er die Polizisten, die ihn festnehmen wollen, um einen ungestörten Augenblick in seinem Zimmer. Die Gelegenheit nutzt er zum Selbstmord. Matilde, die jetzt frei ist, verbringt eine leidenschaftliche Liebesnacht mit Maffei, der sie am nächsten Morgen verlässt.

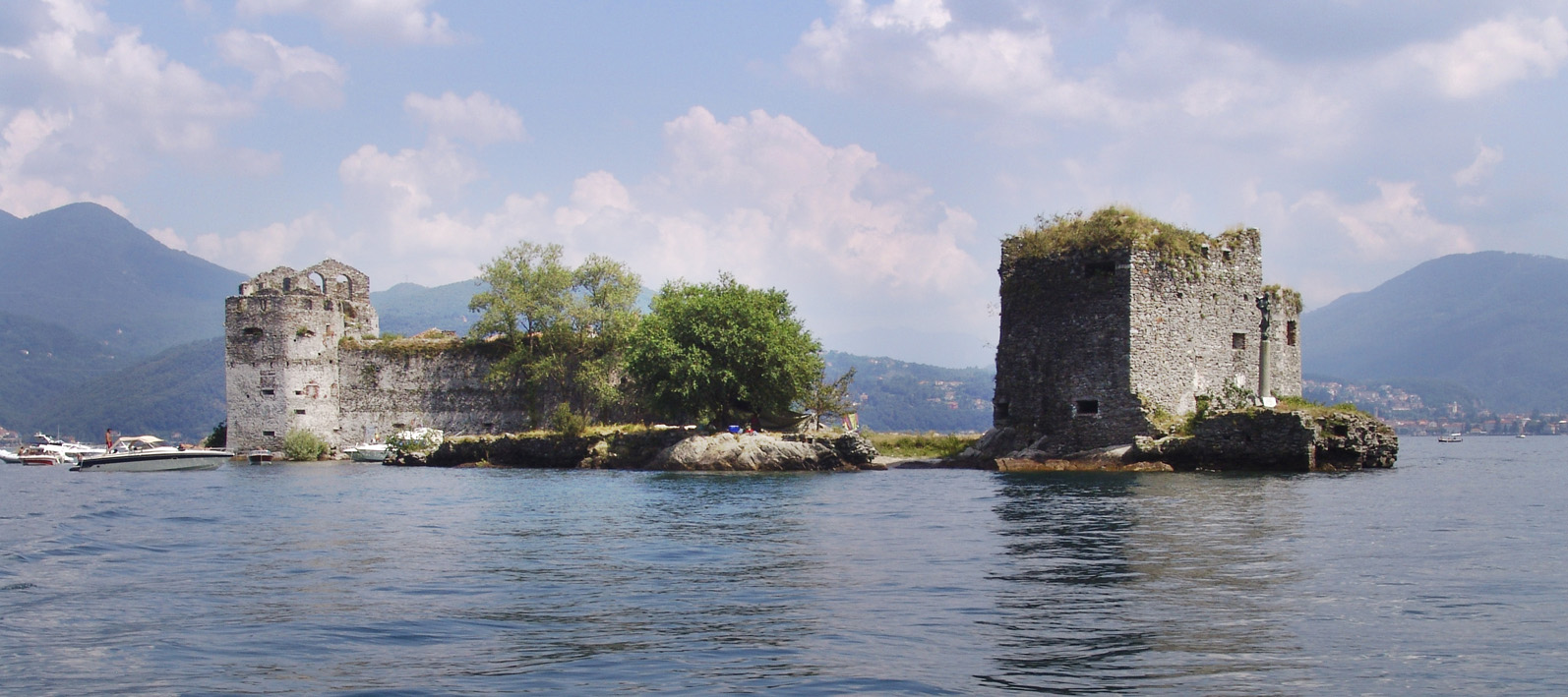
Castelli di Cannero im Lago Maggiore

## Produktion
Lilli Carati war ursprünglich für die Rolle der Matilde vorgesehen. Drehorte waren u. a. die Villa Castelli in Stresa, die Isola Bella,  Verbania, Orte in Piemont und die Castelli di Cannero.

## Auszeichnungen
- David di Donatello 1977 Bestes Drehbuch (Migliore Sceneggiatura) für Leo Benvenuti und Piero De Bernardi

- Italienisches Nationales Syndikat von Filmjournalisten 1977 Nominiert: Silbernes Band für den besten Hauptdarsteller (Migliore Attore Protagonista) Ugo Tognazzi